# Fanling
Fanling – stacja systemu MTR na East Rail Line w Hongkongu. W bezpośrednim sąsiedztwie stacji w latach 1983–1987 wybudowana została autostrada. W niewielkiej odległości znajduje się także słynna świątynia taoistyczna – Fung Ying Seen Koon. Stacja znajduje się w dzielnicy North na Nowych Terytoriach.
W przeszłości Fanling była stacją końcową na linii Sha Tau Kok Railway (chiń. 沙頭角鐵路), która zaprzestała swoją działalność 1 kwietnia 1928 roku. Następnie Fanling była stacją końcową na nieistniejącej już linii Wo Hop Shek, która była używana tylko w czasie festiwali Ching Ming (chiń. 重九節) i Qingmingjie (chin. trad. 清明節). Linia przestała działać w 1983 roku, po zelektryfikowaniu East Line.
Stacja ma tylko jeden poziom, na którym znajdują się platformy dla pociągów, zaś nad stacją jest poziom ze sklepami i bankomatami. Pierwsze pociąg odjeżdżają około kwadrans przez szóstą, zaś ostatnie przed pierwszą w nocy.